# Associació de Futbol de Txèquia
L'Associació de Futbol de la República Txeca (en txec: Fotbalová asociace České republiky (FAČR)) dirigeix el futbol a la República Txeca.
És l'encarregada d'organitzar la Lliga txeca de futbol, les lligues amateurs, la Copa txeca de futbol i la Selecció de futbol de la República Txeca. Té la seu a Praga. El primer predecessor fou la Unió de Futbol de Bohèmia, creada el 19 d'octubre de 1901. Entre 1922 i 1993, durant l'existència de Txecoslovàquia, l'associació, que incloïa la d'Eslovàquia, fou coneguda com a Associació de Futbol de Txecoslovàquia (Československá asociace fotbalová; ČSAF), i dirigia la selecció de futbol de Txecoslovàquia. Fins al 2011 s'anomenà Federació de Futbol de Bohèmia-Moràvia (Českomoravský fotbalový svaz; ČMFS).